# احساس مالکیت (فیلم ۱۹۳۱)
«احساس مالکیت» (انگلیسی: Jealousy (1931 film)) فیلمی در ژانر درام است.